# Juan Frederic Schedler Van der Schueren

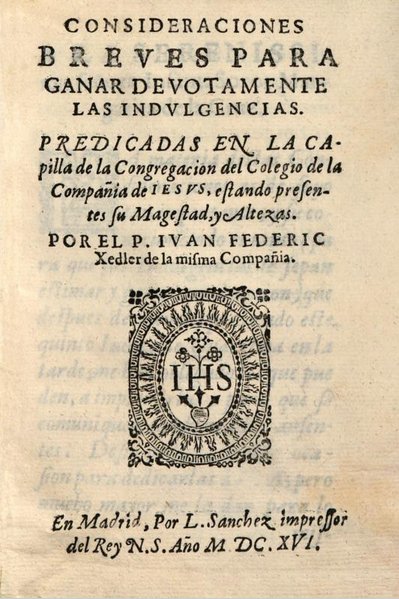
Portada de "Consideraciones breves para ganar devotamente las indulgencias" (1616).

Juan Frederic Schedler Van der Schueren, más conocido entre los españoles como Juan Geldre, Juan Federico Gueldre, Federico Helder o el padre Federico (Almagro, 1560-Alcalá de Henares, 26 de enero de 1625) jesuita, teólogo y escritor español.

## Biografía
Nació en Almagro (Ciudad Real) en 1560 y era hijo de Juan Xedler, castellanización de Hans Schedler, y de Elena de Juren Espinosa de los Monteros, castellanización de Elena von Schüren (ó Van der Schueren) Espinosa de los Monteros. Pertenecía a una familia rica de Almagro, que explotaba las minas de Almadén.
Su nombre castellanizado es Xeldre de Juren, pero en la Compañía de Jesús se le conocía como Geldre. Su padre y su abuelo materno figuran en las "Augsburger Eliten ..." como Schedler y von Schüren.
Ingresó en la Compañía de Jesús en 1588 en el noviciado de Alcalá de Henares, enseñó teología en Alcalá. Alegambi lo llamó "teólogo insigne...". Como sacerdote de la Compañía de Jesús fue Calificador del Santo Oficio de la Inquisición y obtuvo además el hábito de Santiago. Lope de Vega le dedicó su comedia El hijo de los leones, sobre el mito del hombre inocente natural, fechable, según Morley y Bruerton, entre 1620 y 1622.
Falleció en Alcalá de Henares (Madrid) el 26 de enero de 1625.

## Familia Schedler
La familia Geldre o Gedler o Gelches o Jedler o Xedler (castellizaciones del apellido alemán Schedler, o Von Schüren o Van der Schuereneran) eran agentes afincados en Almagro de los baqueros alemanes Fugger (castellanizado como "Fúcar"), beneficiarios de las rentas de las minas de Almadén en compensación a los problemas financieros del emperador Carlos I. Su familia aportó mucho dinero para la construcción del Colegio y la Iglesia de los Jesuitas de Almagro, en consideración a que Juan Frederic no tenía derecho a la herencia familiar por su condición de jesuita.
Algunos miembros de la familia de origen alemán Schedler:
- Su padre Juan Xedler (castellanización de Hans Schedler) administrador de las minas de Almadén para la familia alemana Fugger.
- Su hermano Carlos Xedler y de Juren (15--/1596) fue administrador General de las Minas del Reino de Castilla por Real Cédula de 31-12-1594, hasta su fallecimiento en 1596 en Almagro.
- Su sobrino Juan Gelder y Calatayud
- Su sobrino Marcos Gedler Calatayud y Toledo fue el gobernador de la Provincia de Venezuela desde 1644 hasta 1649.
- Su sobrino-nieto Juan Gedler y Mena (1645/¿?)
- Su sobrino Juan de Gedler y Gámez
- Su sobrina-nieta Juana Gedler y Lisón Bovadilla

## Obra
Escribió "Consideraciones breves para ganar devotamente las indulgencias" (Madrid, 1615) y "Commentarios in Ecclesiastem" (inédita).